# 久留島通孝
久留島 通孝（くるしま みちたか）は、江戸時代中期の豊後国森藩の世嗣。通称は主殿。

## 略歴
因幡国鳥取藩主・池田光仲の七男として誕生。初めは長兄・池田綱清より偏諱を与えられて池田清弥（きよやす）を名乗る。
早世した久留島通用に代わって久留島通政の養子となり、通孝に改名。宝永3年（1706年）徳川綱吉に拝謁するが、まもなく廃嫡された。代わって、通政の実弟・通重が嫡子に迎えられた。